# Olivia Black
Olivia Black (født 16. marts 1994 i København, Danmark) er en kvindelig dansk håndboldspiller, der spiller for den danske klub Ajax København i Damehåndboldligaen. Hun spillede for Danmarks U/19-håndboldlandshold, i perioden september 2010 til juli 2011 hvor hun står noteret for 9 U/19-landskampe. Hun deltog under European Youth Olympic Festival 2011 i Trabzon, hvor hun vandt bronze med resten af det danske hold.
I maj 2020, skrev hun under på en 1-årig kontrakt med den danske liagklub Ajax København.
Udover at spille ligahåndbold, har hun også deltaget ved en EM- og VM-slutrunde i strandhåndbold.